# Division No 18 (Manitoba)
Pour les articles homonymes, voir Division No 18.
La division No 18 est une des divisions de recensement du Manitoba (Canada).